# اندیس مس ماه گرولی۱
مس ماه گرولی۱ یک اندیس فلزی است که در  استان سیستان و بلوچستان قرار دارد و مادهٔ معدنی موجود در آن، مس است.سنگ میزبان این اندیس فلیش‌های رسوبی و سنگ‌های آتشفشانی است و دیرینگی آن به دوران کرتاسه بالایی می‌رسد. 